# Дяченко Василь Дмитрович
Васи́ль Дми́трович Дяче́нко (1 листопада 1924 — 28 жовтня 1996) — український антрополог і етнограф. Відомий завдяки антропологічним дослідженням і класифікації етнічних мешканців України, народів СРСР, Південної й Східної Європи.

## Біографія
Майбутній антрополог народився в родині відомого архітектора Д. М. Дяченка. Мати — Надія Михайлівна — була вчителем історії. Дитячі роки Василя пройшли в будинку, спорудженому за проектом його батька на одній із центральних вулиць Києва — Пушкінській. Після переїзду до Москви Дмитра Дяченка звинуватили в українському націоналізмі й заарештували.
Родина уникла репресій і 1946-го року Василь вступив на історичний факультет університету ім. Ломоносова де починаючи з третього курсу спеціалізувався на етнографії, а на останніх курсах зацікавився й антропологією. На допитливого єствознавця звернув увагу один з провідних тогочасних вчених — Георгій Дебец, котрий порадив Василю продовжити навчання в царині антропології. Тож після закінчення історичного факультету Василь Дяченко став студентом-заочником кафедри антропології біологічно-ґрунтознавчого факультету МДУ. В цей період розпочалася його активна експедиційна діяльність, яка не припинялась майже до останніх років життя. Перші антропологічні дослідження вчений
провів на теренах Східної Європи, а в 1953 р. опублікував свою першу наукову антропологічну розвідку.
Тим часом в Україні відчувалася гостра потреба в кваліфікованих фахівцях-антропологах адже наприкінці 1930-х рр. колишніх співробітників Кабінету антропології ім. Ф. Вовка при Всеукраїнської Академії Наук у м. Києві — Анатоля Носова, Максима Ткача та інших було репресовано, працівник кафедри етнології та антропології Львівського університету Ростислав Єндик емігрував на Захід.

## Експедиція

В.Дяченко (стоїть по центру) на зборах відділу етнографії ІМФЕ АН УРСР. 1966 р.

Поновлення антропологічних досліджень в Україні повоєнного часу пов'язано з ІМФЕ АН УРСР, котрий на початку 1950-х рр. очолював визначний вітчизняний вчений, поет-академік Максим Рильський і його заступник — історик і етнограф, згодом член-кореспондент АН УРСР Кость Гуслистий. Незабаром після київської антропологічної наради в червні 1956-го року Президія АН УРСР прийняла постанову «Про посилення антропологічних досліджень на території Української РСР», згідно котрої 1956 р. при відділі етнографії ІМФЕ АН УРСР була організована група антропології, позаштатним науковим керівником якої став Іван Підоплічко, та постійно діюча антропологічна експедиція котра діяла 8 років. Керівником експедиції було призначено Василя Дяченка, який лише за рік до цієї події на запрошення керівництва ІМФЕ АН УРСР повернувся до Києва.
Команда котру він очолив за відносно короткий термін зібрала унікальний матеріал, який і нині залишається основним джерелом з антропології українського етнічного населення. Загалом антропологічна експедиція 1956—1963 рр. обстежила за класичною антропометричною і антропоскопічною програмою близько 80 територіальних груп українців (а це понад 10 тис. осіб) і 45 вибірок інших народів Східної Європи. Згодом Василь Дяченко проводив польові дослідження на Кубані, Північному Кавказі, в Сальських степах, в Чехословаччині, Польщі та Югославії.

### Опубліковані дослідження
По закінченню цього етапу 1964-го вийшла наукова праця Дяченка «Антропологічний склад сучасних слов'янських народів», а в 1965-му році монографія «Антропологічний склад українського народу». Це видання було присвячено загальній антропологічній характеристиці українців на тлі інших етнічних груп Східної, Центральної та Південної Європи. В ньому дано детальний аналіз географічного розподілу провідних антропологічних ознак населення України. Квінтесенцією книги є наведені в таблицях емпіричні дані − цифри, на підставі котрих фахівці-антропологи реконструюють основні напрямки етногенетичних процесів на історичних теренах України й понині.
Варто зазначити що обидва видання мають розділи критичного осуду попередніх досліджень вітчизняних антропологів, зокрема Ф.Вовка, щодо наявності в них «расистських концепцій українських
буржуазних націоналістів». За ці слова Дяченко вибачився за першої можливості в опублікованій після проголошення Незалежності України статті «Не тільки карії очі, чорнії брови…» на сторінках парламентського часопису «Віче»:
|  | «...текст сторінок 20 — 23 («Критика расистських концепцій українського буржуазного націоналізму») дуже поверховий і тенденційний, написаний за стандартами офіційної партійної ідеології необхідності «боротьби з українським буржуазним націоналізмом і расизмом» — без чого книга не могла бути виданою. Тому автор щиросердно просить вибачення за безпідставні звинувачення деяких зарубіжних і українських науковців у «расистських перекрученнях історії, археології, антропології України». |

Ще однією заслугою Василя Дяченка перед вітчизняною антропологією було створення спеціалізованого
друкованого органу — «Матеріалів з антропології України», де українські вчені та їх колеги мали змогу регулярно публікувати результати своїх досліджень.
Дяченко уважно відстежував основні тенденції розвитку антропологічної науки, підтримував творчі контакти з провідними зарубіжними і радянськими колегами. За його ініціативи і безпосередньої участі в Україні було започатковано дослідження в нових на той час напрямках етнічної антропології, а саме: гематології — науки про структуру крові народів світу; одонтології, яка вивчає будову зубів давніх та сучасних груп людства; дерматогліфіки, об'єктом зацікавлень якої є папілярні узори на долоні та пальцях людини.
Наприкінці 1974 р. Василь Дяченко разом зі своїми колегами з групи антропології, котра була ліквідована
за вказівкою партійних інстанцій під час правління Щербицького вимушений був обмежитися працею в академічному Інституті археології, де він працював старшим науковим співробітником сектору палеоантропології та відділу давньоруської та середньовічної археології. Вчений брав участь в роботі багатьох експедицій в межах стародавнього Києва, систематично готував звіти про палеоантропологічний матеріал з давньоруських некрополів. З 1990 р. вийшов на пенсію.

## Наукові праці
У науковому доробку вченого — не лише експедиційні видання, а й близько 90 розділів колективних
монографій і статей в наукових збірках та енциклопедичних виданнях, присвячених антропологічним аспектам етнічної історії давнього та сучасного населення України, народів Східної, Центральної та Південної Європи.